# Metapogon gibber
Metapogon gibber là một loài ruồi trong họ Asilidae. Metapogon gibber được Williston miêu tả năm 1883.